# Christina Schweinberger
Christina Schweinberger   (Jenbach, 29 d'octubre de 1996) és una ciclista austríaca, que competeix en la modalitat de carretera. Actualment milita a l'equip Fenix-Deceuninck.
La seva germana bessona Kathrin Schweinberger també és ciclista professional.

## Palmarès en ruta
- 2022
  -  Campiona d'Àustria en ruta
  -  Campiona d'Àustria en contrarellotge
  - Medalla de bronze al Campionat del Món de ciclisme en ruta
  - Vencedora d'una etapa a la Gracia Orlová
- 2025
  -  Campiona d'Àustria en contrarellotge

### Resultats a les Grans Voltes

#### Giro d'Itàlia
- 2025: 71a posició

#### Tour de França
- 2022: 80a posició
- 2023: 39a posició
- 2024: No surt a la 4a etapa
- 2025: 64a posició